# Neulandbund
Der Neulandbund (auch Neulandbewegung) war eine rechtskonservative evangelische Organisation der Frauenbewegung im Deutschland der ersten Hälfte des 20. Jahrhunderts mit bis zu 10.000 Mitgliedern.

## Geschichte

### Hintergrund und Gründung
Die Lehrerin Guida Diehl gründete bereits 1912 als Reisesekretärin des Evangelischen Verbandes für die weibliche Jugend Deutschlands verschiedene Studienkreise für junge Frauen aus dem Bildungsbürgertum und führte regelmäßige „Neuland-Freizeiten“ durch. So wollte sie die Teilnehmerinnen an den christlichen Glauben und die evangelische Lebensweise heranführen und sie dafür begeistern. Nach ihrer Versetzung von Frankfurt am Main nach Rotenburg an der Fulda wurde sie Anfang 1914 für ein Jahr beurlaubt und setzte ihre Bestrebungen fort, unter dem Slogan „Kampf um Neuland“ die „innere Erneuerung des Volkskerns“ zu erreichen.
Anfang 1916 erschien erstmals die Zeitschrift „Neuland. Ein Blatt für die geistig höher strebende weibliche Jugend“, die bald eine Auflage von 10.000 Stück erreichte. Ende 1916 gründete Diehl den Neulandbund, Funktionärinnen waren überwiegend gebildete Frauen aus der Lehrerschaft, z. B. Studienrätinnen und Schulleiterinnen.

### Nach dem Ersten Weltkrieg
Der Neulandbund zeichnete sich zunächst durch die bedingungslose Anerkennung der deutschen Kriegsziele im Ersten Weltkrieg aus. Nach Kriegsende propagierte der Neulandbund die so genannte Dolchstoßlegende, nach der Deutschland den Krieg nicht verloren hatte, sondern wegen der Novemberrevolution zur Kapitulation gezwungen worden sei. Daraus folgend prägte sich eine antidemokratische Haltung heraus, die sich in der konsequenten Ablehnung der Weimarer Republik manifestierte. Durch den Beitritt Diehls zur Deutschnationalen Volkspartei (DNVP) im Jahr 1918 rückte der Neulandbund in die Nähe des rechtskonservativen Lagers. Die politischen Ziele der Organisation sah Diehl in der außenpolitischen Lösung der „Nationalen Frage“ durch Korrektur des Friedensvertrages von Versailles und die Begründung eines neuen nationalen Bewusstseins.
Im Jahr 1920 wurde der Stammsitz des Neulandbundes im Eisenacher „Neulandhaus“ begründet. Jährlich wurde ein „Neulandtag“ durchgeführt, auf dem bereits 1923 Wilhelm Kotzde-Kottenrodt von der Organisation Adler und Falken zum Thema „Einigkeit des Volkes“ referierte. Im selben Jahr wurde die Zeitschrift „Neuland“ in „Neulandblatt. Für erneuertes Christsein, für soziale Gesinnung, für wahres Deutschtum, für mutige Tat“ umbenannt.

### Unter dem Einfluss des Nationalsozialismus
Zum Bruch mit den Rechtskonservativen und der weiteren Hinwendung zur Völkischen Bewegung kam es, als führende Mitglieder der DNVP 1924 dem Dawes-Plan zustimmten. Auf den folgenden Neulandtagen traten vermehrt Personen aus dem völkischen Lager auf. 1925 referierte die Schriftstellerin Marie Diers über die Völkische Bewegung, 1927 trat Max Maurenbrecher erstmals auf, der 1929 den Neulandtag leitete. Im gleichen Jahr unterstützte die Neulandbewegung ein Volksbegehren gegen den Young-Plan und näherte sich so den Zielen der NSDAP an. Kontakte bestanden über die Deutsch-Christliche Arbeitsgemeinschaft Großdeutschland auch zum Deutschbund. Neben dem Neulandbund gründete Diehl 1926 einen Deutschen Frauenkampfbund gegen Entartung im Volksleben der zu Spitzenzeiten bis zu 200.000 Mitglieder hatte und von der Führungsspitze des Neulandbundes um Diehl gesteuert wurde.
Unter dem Eindruck der Wahlerfolge der NSDAP bei der Reichstagswahl 1930 wurde Diehl Mitglied der Partei, was den Verlust zahlreicher Anhängerinnen zur Folge hatte. Im Jahre 1931 trat der Neulandbund aus der Vereinigung evangelischer Frauenverbände aus. Doch der Wunsch nach mehr Einfluss des Neulandbundes auf die Frauen- und Sozialpolitik im nationalsozialistischen Deutschen Reich erfüllte sich nicht. Ende 1933 wurde der Neulandbund von Reichsbischof Ludwig Müller und von führenden NSDAP-Funktionären als politische Kraft zurückgewiesen.
In der Folge verlor der Bund zunehmend an politischer Bedeutung und wandte sich wieder verstärkt Glaubensthemen zu. Diehl distanzierte sich unter dem Eindruck der Novemberpogrome 1938 von der Judenverfolgung durch die Nationalsozialisten und veröffentlichte im „Neulandblatt“ einen Aufsatz mit dem Titel „Die Unverbrüchlichkeit der Gottesgesetze“. Dieser hatte zur Folge, dass die Gestapo Mitte 1940 zunächst die Zeitschrift, wenig später den 25. Neulandtag und schließlich den Neulandbund selber verbot.

### Nach dem Zweiten Weltkrieg
Nach Ende des Zweiten Weltkriegs beschloss Diehl, den Neulandbund auf informeller Ebene fortzuführen. Auf Drängen von Moritz Mitzenheim, dem Landesbischof von Thüringen verkaufte sie das Neulandhaus an die evangelische Kirche, um es vor einer Beschlagnahme durch die Alliierten zu bewahren. Im Anschluss pachtete sie es zurück, um dort den Neulandbund wiederzubeleben und unter dem Dach der Thüringischen Landeskirche weiterzuführen. Nachdem dieser Pachtvertrag 1956 gekündigt wurde, verlegte Diehl das Sekretariat des Neulandbundes in ihr privates Wohnhaus, bis sie 1959 nach Westdeutschland in ein evangelisches Altersheim umzog und der Neulandbund damit endgültig unterging. Allerdings hatte der Neulandbund nach dem Zweiten Weltkrieg keine nennenswerte politische oder religiöse Bedeutung mehr erlangt.

## Programmatische Ausrichtung
Die ursprüngliche Idee des Neulandbundes stand in der Tradition des christlich-sozialen Flügels des Protestantismus. Unter dem Eindruck der Geschehnisse während und nach dem Ersten Weltkrieg wandte sich die Bewegung verstärkt den Lehren des Theologen Adolf Stoecker zu. So forderte Diehl in einer ihrer programmatischen Schriften aus dem Jahr 1916:

„Zu diesem Kampf bist Du berufen, deutsche weibliche Jugend, ganz besonders Du gebildete Jugend, die Du durch Deine bevorzugte Lage besonders große Verantwortung trägst. Du sollst kämpfen um die Erneuerung Deiner Seele […] Du sollst kämpfen für die Erneuerung der gebildeten Mädchenwelt […] Du sollst kämpfen für das Hervorbrechen des wahren gottesfürchtigen Deutschtums im ganzen Volk […]“

In den 1920er Jahren erschienen verschiedene Programmschriften, in denen Diehl den bürgerlichen und evangelischen Frauenverbänden mangelndes Nationalbewusstsein vorwarf. Sie entwickelte „nationalprotestantische“ Vorstellungen und forderte ein rassenspezifisches deutsches Christentum wegen der „historischen Zusammengehörigkeit von wahrem Deutschtum und reformatorischem Christentum“. Damit verbunden war die Hoffnung auf eine Rechristianisierung der Gesellschaft.
Im Jahre 1930 erschienen dann die Richtlinien für den Deutschen Freiheitskampf, in denen ein rassistisches Christentum gefordert wurde.

„»Jede von euch, liebe Neuländer, müsste jetzt das merkwürdige Wachstum des Nationalsozialismus mit größtem Interesse verfolgen. Dort vollzieht sich etwas von jener Wende in den Tiefen der Volksseele, die wir schon immer erwarteten.« [Diehl] Wenige Monate später verpflichten sich die Anhängerinnen der NLB [Neulandbewegung] in den »Richtlinien für den deutschen Freiheitskampf« auf den Nationalsozialismus (NS). In denselben »Richtlinien« ist zu lesen, dass »der rassische Hauptbestandteil« der Deutschen die »nordisch-germanische Rasse« sei.“

„Frauen klagen, Hitler habe gesagt von dem vierfachen ›K‹ für die Frau, und sie besorgen, sie würden wieder verbannt zu Küche, Kammer, Kirche und Kindern. – Ei, wie dankbar wollten wir sein, wenn wieder einmal eine Zeit käme, wo die Frau nicht hineingezerrt wird in das Parteigezänk, wo sie wieder frei würde für ihre eigenste Frauenaufgabe, Begeisterin des Mannes, Hüterin der Sitte, Mutter und Priesterin zu sein. Ei, lasset uns sogleich und jede anfangen, diese Ämter zu üben: kräftig hinein in die Volksküche, den kochenden Brei gerührt, dass das Gärende und Brodelnde nicht in Schaum und Dampf sich verflüchtigt, sondern ein guter Grundsatz bleibt. Und welche Arbeit wir Frauen im stillen Kämmerlein zu verrichten haben, wissen wir. Als Priesterin im Volk den frommen Mut zu stärken, den frommen Willen zu wecken zum Trotz gegen die Versklavung, den frommen Freiheitsdurst, den frommen Zorn gegen die Ehrlosigkeit! Ach und wieviel gibt es an allen Ecken zu wirken als mütterliche Frau, zu erziehen, zu heilen, aufzuklären, zu lehren! Wahrlich, gerade die 4 K rufen uns zum Dienst am öffentlichen Leben.“

Diehl ging davon aus, dass Adolf Hitler von Gott gesandt wurde. Daneben war die Programmatik des Neulandbundes stets von einer antidemokratischen Grundhaltung geprägt. Zwar wandte sich die Bewegung Ende der 1930er Jahre von den Nationalsozialisten ab, behielt aber ihre rechtskonservative Grundhaltung bei. In ihrem 1939 erschienenen Buch „Christen, erwacht!“ forderte Diehl im Namen der Bewegung eine grundlegende Erneuerung der Kirche und Fortführung der Reformation. In ihrer 1959 erschienenen Autobiografie „Christ sein heißt Kämpfer sein. Die Führung meines Lebens“ sieht Diehl die Schuld für das Scheitern des Neulandbunds bei den Nationalsozialisten.

## Audio
- Carsten Dippel: Neulandbewegung vor 100 Jahren. (mp3; 7,1 MB; 7:34 min) Wegbereiter des Nationalsozialismus. In: Deutschlandfunk. 28. Juni 2016, archiviert vom Original (nicht mehr online verfügbar) am 28. Juni 2016; abgerufen am 9. September 2018 (Sendereihe Tag für Tag; Textversion).